# NGC 3784
NGC 3784 is een balkspiraalstelsel in het sterrenbeeld Leeuw. Het hemelobject werd op 28 april 1881 ontdekt door de Franse astronoom Édouard Jean-Marie Stephan.

## Synoniemen
- MCG 5-28-6
- ZWG 157.6
- PGC 36147